# The Irrawaddy
The Irrawaddy (birmanisch ဧရာဝတ, transliteriert nach MLCTS ei: ra wa. ti) ist eine monatlich erscheinende Zeitung, die auf Englisch und Birmanisch herausgegeben wird. Die Zeitung berichtet schwerpunktmäßig aus Birma (Myanmar), jedoch auch aus der Region Südostasien.
The Irrawaddy erscheint seit 1992 und wird seit 1999 von der Irrawaddy Publishing Group in Chiang Mai, Thailand, herausgegeben, die 1993 von birmanischen Journalisten im Exil gegründet wurde. Chefredakteur ist seit ihrer Gründung Aung Zaw, der nach der Machtübernahme des birmanischen Militärs 1988 das Land verlassen hatte.
Die Online-Ausgabe der Zeitung enthält neben Nachrichten, Interviews und Kommentaren auch Multimedia-Berichte und ein Archiv. Die Zeitung wird als verlässliche Quelle angesehen und oft von internationalen Medien zitiert. 
Das Committee to Protect Journalists zeichnete Aung Zaw 2014 mit einem Preis für Pressefreiheit aus.